# Werner Lipschitz
Werner Ludwig Lipschitz, auch Lipschitz-Lindley (* 28. März 1892 in Berlin; † 1. Februar 1948 in Pearl River, Orangetown, New York), war ein deutscher Pharmakologe und Biochemiker. Er wirkte von 1926 bis 1933 als ordentlicher Professor für Pharmakologie und Institutsdirektor an der Universität Frankfurt. Nach seiner Emigration in die Türkei arbeitete er dort von 1933 bis 1938 als Direktor des Instituts für Biochemie der Universität Istanbul. 1938 ging er in die USA, wo er bis kurz vor seinem Tod als Pharmakologe in der pharmazeutischen Industrie tätig war.

## Leben
Werner Lipschitz wurde 1892 in Berlin geboren und absolvierte nach dem Besuch eines Reformgymnasiums in seiner Heimatstadt ein Studium der Medizin und Chemie an den Universitäten Freiburg, Göttingen und Berlin. Er erlangte 1915 unter Emil Fischer am Chemischen Institut der Berliner Universität die philosophische und ein Jahr später an der Universität Leipzig die medizinische Promotion. Während des Ersten Weltkrieges diente er in den Jahren 1915/1916 als Armeearzt und anschließend 1917/1918 in einem Lazarett in der Nähe von Berlin, wodurch es ihm möglich war, seine Studien bei Emil Fischer fortzusetzen.
1918 ging er als Assistent an das Pharmakologische Institut der Universität Frankfurt, an der er sich zwei Jahre später mit einer Arbeit über den Mechanismus der Giftwirkung aromatischer Nitroverbindungen für das Fach Pharmakologie habilitierte. Nach dem Tod von Alexander Ellinger wurde er 1923 stellvertretender Institutsdirektor, 1925 außerordentlicher Professor sowie ein Jahr später als Ellingers Nachfolger ordentlicher Professor für Pharmakologie und Direktor des Pharmakologischen Instituts. In den Jahren 1932/1933 fungierte er als Vorsitzender der Deutschen Pharmakologischen Gesellschaft.
Nach der „Machtergreifung“ durch die NSDAP wurde er seines Amtes enthoben und erhielt Arbeitsverbot. Einer Einladung der türkischen Regierung folgend, emigrierte er 1933 in die Türkei, wo er eine für sechs Jahre befristete Anstellung als Direktor des neu gegründeten Instituts für Biochemie der Universität Istanbul übernahm und dieses aufbaute. Seine Nachfolge in Frankfurt übernahm in den Jahren 1934/1935 kommissarisch Walther Laubender und anschließend der von der Universität Kiel berufene Fritz Külz. Werner Lipschitz ging nach Ablauf seines Vertrages in Istanbul im Frühjahr 1938, wie andere Wissenschaftler im türkischen Exil in den Jahren bis 1945 auch, in die Vereinigten Staaten von Amerika, wo er zunächst eine Gaststelle an der Abteilung für experimentelle Chirurgie der New York University erhielt. Vom Sommer 1940 bis Ende Dezember 1947 war er als Pharmakologe bzw. Chemiker für die Firma Lederle Laboratories (die Lederle-Arzneimittelwerke) in New York (genauer Pearl River) tätig.
Werner Lipschitz war ab 1921 mit Dora Edinger (1894–1982), einer Tochter des Nervenarztes und Hirnforschers Ludwig Edinger und seiner Ehefrau, der Frankfurter Sozialpolitikerin und Frauenrechtsaktivistin Anna Edinger, verheiratet und Vater von zwei Söhnen. Im Februar 1948 starb er, zu diesem Zeitpunkt mit Aussicht auf eine Anstellung an der Syracuse University, im Alter von 55 Jahren in Pearl River, einem kleinen Dorf, an den Folgen einer Viruspneumonie (Lungenentzündung). Die Erkrankung wurde mit einer 1946 bei Experimenten mit einem Virus erworbenen Infektion in Zusammenhang gebracht und es wurde darüber hinaus behauptet, dass es sich dabei um einen getarnten Suizid gehandelt habe.
In den frühen 1950er Jahren wurde von den Hinterbliebenen ein Wiedergutmachungsverfahren eingeleitet.

## Wissenschaftliches Wirken
Werner Lipschitz veröffentlichte rund 110 wissenschaftliche Publikationen. Schwerpunkt seiner Forschung war die Untersuchung der Wirkorte und Wirkmechanismen von Arzneistoffen, Desinfektionsmitteln und Giften wie etwa Nitroverbindungen mit dem Ziel, allgemeine pharmakologische Prinzipien aufzuklären. Er widmete sich zur Charakterisierung der Zellfunktionen unter anderem der Zellatmung und der Analyse der Wasserbewegungen im Körper, insbesondere der Osmose bei roten Blutkörperchen, sowie der Halogenide der Alkali- und Erdalkalimetalle in verschiedenen Körperflüssigkeiten und Ausscheidungsprodukten. Mit dem gleichen Ziel untersuchte er die Temperaturabhängigkeit pharmakologischer Reaktionen.
Zu seinen bedeutendsten in der Türkei veröffentlichten Arbeiten gehört seine mit Saib Ragib Atamdeir verfasste, 1937 in Istanbul erschienene Schrift Hayati ve Tıbbi Kimya Dersleri („Biochemischer Unterricht“).
Bei seinen Forschungen in den Lederle-Arzneimittelwirkungen hatte er Voraussetzungen für eine quecksilberfreie Diurese entdeckt und von der Firma honoriert bekommen.